# 伊万·杜博沃伊
伊万·纳乌莫维奇·杜博沃伊（俄語：Ива́н Нау́мович Дубово́й，1896年9月12日（24日）—1938年7月29日）乌克兰人，苏联军人，曾担任基辅军区第 14 步兵军司令、基辅军区副司令、哈尔科夫军区司令。